# Чирчик (футбольний клуб)
Футбольний клуб «Чирчик» або просто ФК «Чирчик» (узб. «Chirchiq» futbol klubi) — узбецький професіональний футбольний клуб з міста Чирчик Ташкентської області. Існував у період з 1988 року по 1995 рік.

## Колишні назви
- 1988—1989: «Сільмашівець» (Чирчик)
- 1990—1995: ФК «Чирчик»

## Історія
Футбольний клуб «Сільмашивець» був заснований в місті Чирчик в 1988 році і представляв завод сільськогосподарських машин. У 1989 році команда дебютувала у 7-ій зоні Другої ліги Чемпіонату Радянського Союзу. У 1990 році після чергової реорганізації футбольних ліг Радянського Союзу клуб вилетів до Другої нижчої ліги Чемпіонату СРСР з футболу. Відтоді клуб виступає під назвою ФК «Чирчик».
В 1992 році команда дебютувала у першому розіграші Вищої ліги Чемпіонату Узбекистану. У 1995 році зайняв останнє 16-те місце та вибув до Першої ліги Чемпіонату Узбекистану. Однак через банкрутство клуб припинив подальші виступи в національних чемпіонатах, знявся зі змагань та був розформований.

## Досягнення
- Чемпіонат Узбецької РСР з футболу
  -  Чемпіон (1) — 1988

- Чемпіонат Узбекистану:
  - 12-те місце (1) — 1992

- Кубок Узбекистану:
  - 1/8 фіналу (3) — 1992, 1993, 1995

## Відомі гравці
- Олег Бєляков;
- Павло Бугало;
- Станіслав Дубровин;
- Денис Іванков;
- В'ячеслав Клочков

## Відомі тренери
…
- 1988—1993: / Геннадій Михайлиця

…
- 1995:  Геннадій Михайлиця